# Paul Epstein (Mathematiker)

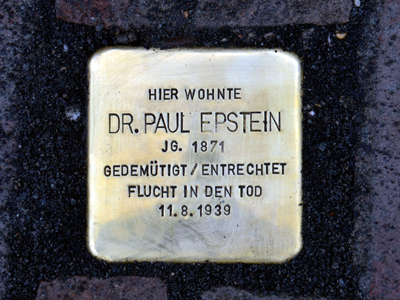
Stolperstein für Paul Epstein in Frankfurt am Main-Dornbusch

Paul Epstein (* 24. Juli 1871 in Frankfurt am Main; † 11. August 1939 ebenda) war ein deutscher Mathematiker. Er erlangte Bekanntheit durch seine Beiträge zur Zahlentheorie, insbesondere durch die nach ihm benannte Epsteinsche Zetafunktion (eine verallgemeinerte Riemannsche Zetafunktion).

## Leben
Epstein wuchs in Frankfurt am Main auf, wo sein Vater, der jüdischer Herkunft war, Lehrer am Philanthropin war. Nach dem Abitur 1890 ging Epstein zum Studium an die Universität Straßburg im damals zum Deutschen Reiche gehörenden Elsass. Dort verfasste er 1895 unter Elwin Bruno Christoffel seine Dissertation Zur Lehre von den Hyperelliptischen Integralen. In den darauf folgenden Jahren lehrte er an der Technischen Schule in Straßburg und wirkte von 1903 bis 1918 außerdem als Privatdozent an der Universität. Während des Ersten Weltkrieges war er Soldat.
Als nach Ende des Kriegs Straßburg wieder an Frankreich fiel, musste er nach Deutschland zurückkehren und ging erneut nach Frankfurt, wo er bedeutend zum Aufbau der Universität beitrug. Er wurde außerordentlicher, im Nichtbeamtenverhältnis stehender Professor und unterrichtete wegen seines Interesses an pädagogischen Fragen und der historischen Entwicklung der Mathematik im neu entstandenen historisch-mathematischen Seminar der Universität.
Nach der Machtübergabe an die Nationalsozialisten 1933 durfte Epstein, der im Ersten Weltkrieg für Deutschland gekämpft hatte, zwar zunächst als „nichtarischer“ Professor noch an der Universität bleiben, doch als nach dem Nürnberger Parteitag im Herbst 1935 auch jüdische Kriegsteilnehmer vom Berufsverbot betroffen waren, musste er auf seinen Lehrauftrag verzichten.
Während der Novemberpogrome 1938 drang die Gestapo auch in Epsteins Haus ein, zog jedoch wieder ab, da er wegen einer chronischen, sich durch Stress verschlimmernden Erkrankung transportunfähig war.
Trotz der politischen Situation und anders als sein Sohn Fritz Theodor Epstein, der zuerst 1934 nach London, dann 1937 in die USA emigrierte, sträubte sich Epstein gegen die rettende Emigration und zog nach Frankfurt-Dornbusch.
Anfang August 1939 erhielt er eine Vorladung der Gestapo. Da er befürchtete, wie andere Juden, von denen er gehört hatte, gefoltert oder umgebracht zu werden, setzte er selbst seinem Leben durch eine tödliche Überdosis des damals als Schlafmittel gebräuchlichen Veronal ein Ende. Er starb im Alter von 68 Jahren. „Später behauptete die Gestapo, man hätte ihn eingeladen, damit er ein Dokument unterzeichnete, in dem das Datum für seine Emigration festgelegt war.“
Anlässlich des 100. Geburtstag der Goethe-Universität ist am 17. Oktober 2014 ein Stolperstein für ihn in der Körberstraße 16 verlegt worden.

## Werke (Auswahl)
- Herausgeber des Repertoriums der höheren Mathematik von Ernesto Pascal (1912)
- Herausgeber der Enzyklopädie der Elementarmathematik (4. Aufl. 1922)